# 정의향교
정의향교(旌義鄕校)는 대한민국 제주특별자치도 서귀포시 표선면 성읍리에 있는 조선시대의 향교이다. 1971년 8월 26일 제주특별자치도의 유형문화재 제5호로 지정되었다.

## 개요
향교란 공자를 비롯한 여러 성현께 제사지내고, 지방 백성들의 교육과 교화를 담당했던 국립교육기관을 가리킨다.
정의향교는 조선 세종 5년(1423)에 진사리 현의 서문 밖에 처음 지었다가, 헌종 15년(1849)에 지금의 위치로 옮겨 지었다.
대부분의 향교 건물들이 남쪽을 향하는 것과는 다르게 이 향교는 동쪽을 향하고 있으며, 대성전·명륜당·동재·서재·삼문 등이 남아있다. 중국과 한국 유학자들의 위패를 모시고 제사지내는 대성전과 배움공간이었던 강당인 명륜당은 좌우로 나란히 배치되어 있다.
조선시대에는 나라로부터 토지와 책·노비 등을 지급받아 교관 1명이 정원 30명의 학생을 가르쳤다. 갑오개혁(1894) 이후 교육 기능은 사라지고 제사 기능만 남아 봄·가을에 제사를 지내고 있다.